# ẝ
Cette page contient des caractères spéciaux ou non latins. S’ils s’affichent mal (▯, ?, etc.), consultez la page d’aide Unicode.
Ne doit pas être confondu avec la lettre latine f.
S long à barre haute, ẝ (uniquement en minuscule), est une lettre additionnelle qui est utilisée au Moyen Âge comme lettre abréviative en vieux-norrois.
Elle est formée d’un S long diacrité par une barre inscrite. Il ne doit pas être confondu avec la lettre f.

## Utilisation
Au Moyen-Âge, le s long à barre haute ‹ ẝ › est utilisé en vieux norrois comme abréviation de sm-, par exemple dans roẝ hualeneſi pour Rosm hvalanesi dans le manuscrit AM 172 fol. du Möðruvallabók, et dans le digraphe ‹ ẝꝉ › comme abréviation de skall.

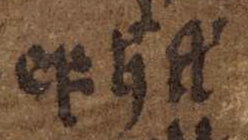
« ef h{ann} s{kal}l » dans le Sögubók (AM 132 fol.).

## Représentations informatiques
Cette lettre possède les représentations Unicode suivantes :
| formes    | représentations | chaînes de caractères | points de code | descriptions                                 |
| --------- | --------------- | --------------------- | -------------- | -------------------------------------------- |
| minuscule | ẝ               | ẝ                     | U+1E9D         | lettre minuscule latine s long à barre haute |